# 類は友を呼ぶ (ゴヤ)
『類は友を呼ぶ』（るいはともをよぶ、西: Tal para qual, 英: Two of a Kind）は、フランシスコ・デ・ゴヤが1797年から1799年に制作した銅版画である。エッチング。80点の銅版画で構成された版画集《ロス・カプリーチョス》（Los Caprichos, 「気まぐれ」の意）の第5番として描かれた。本作品は売春婦を風刺したグループに属する作品で、《ロス・カプリーチョス》の最初の構想として描かれた素描集《夢》に準備素描が含まれている。

## 作品

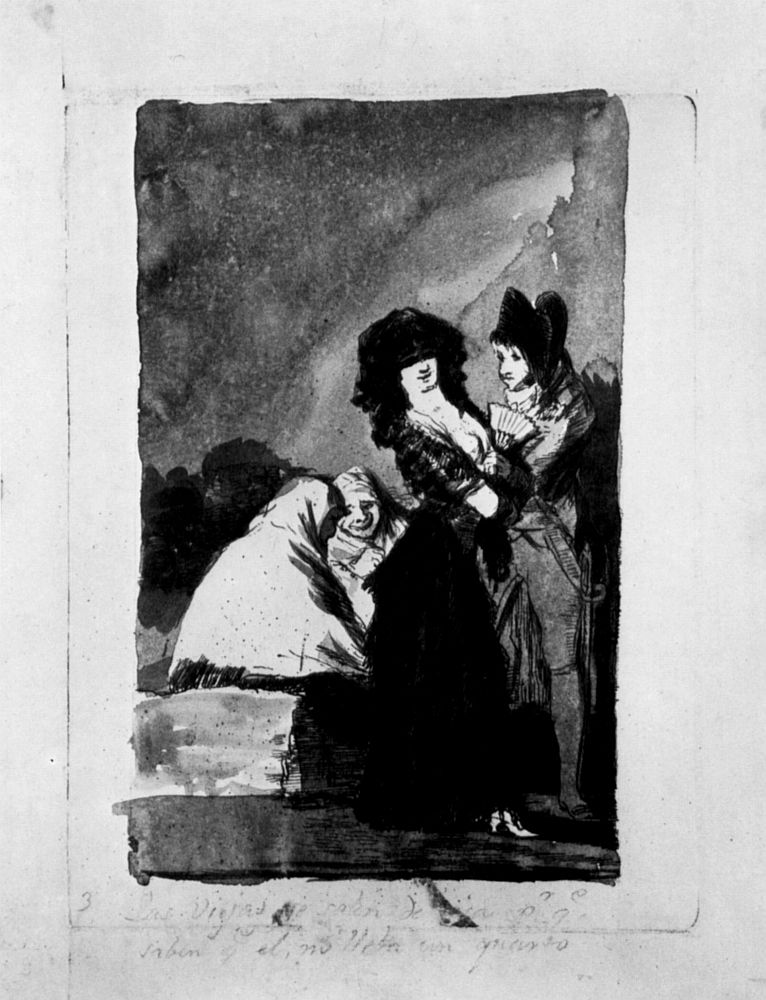
《夢》第19番「男が文無しであることを知っていて笑いを抑え切れぬ老女たち」。

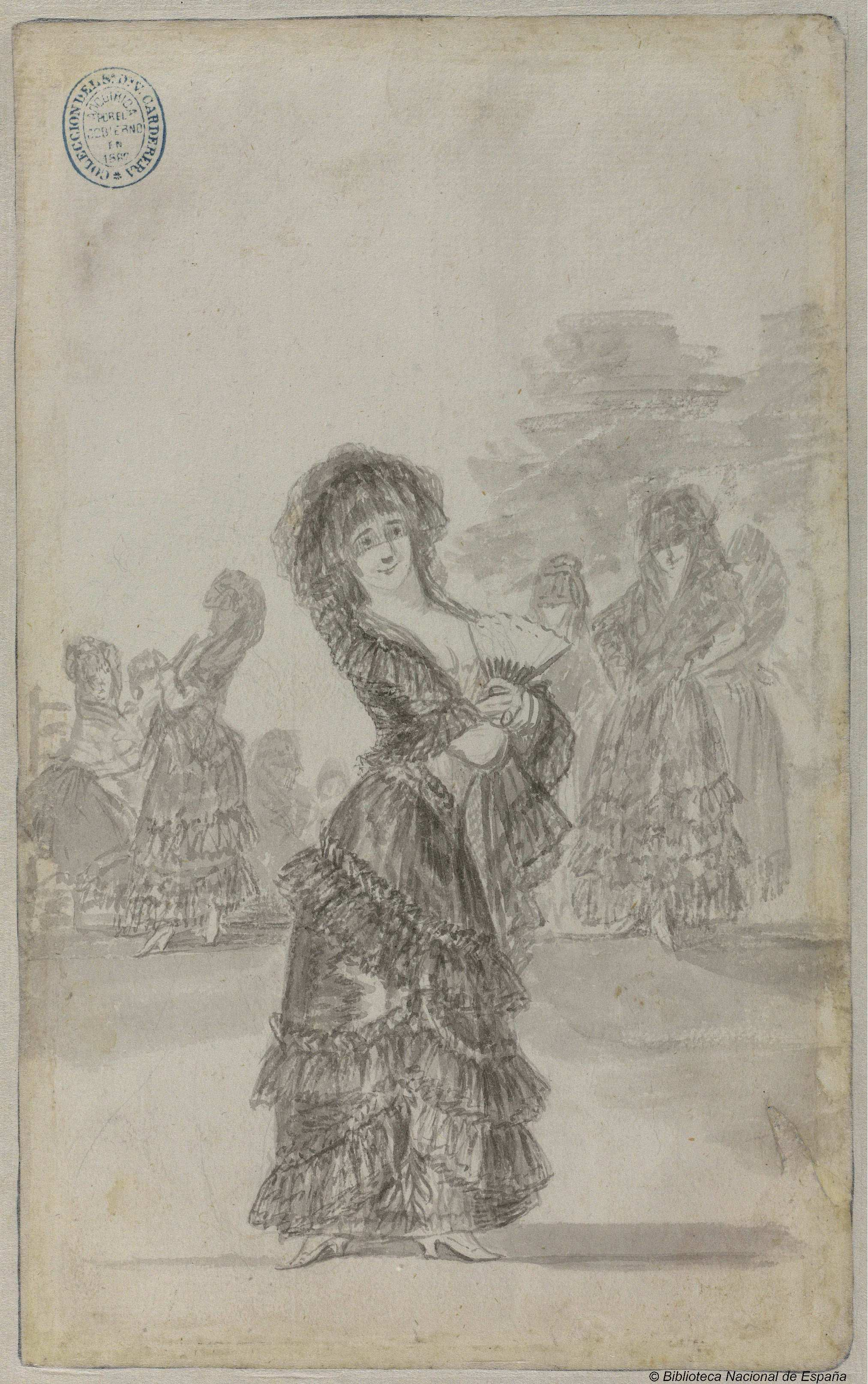
『素描帖B』第5番「散策するマハたち」。

ゴヤはマドリードの往来で求愛されるマハを描いている。マハは顔をマンティーリャで覆い、指輪をはめた左手に扇子を持ち、ネックラインの深いファッションを男性に見せつけている。彼らの右後方では手にロザリオを持った老女たちが座り込み、談笑しながら2人の様子を眺めている。
屋外での散策が新しい社交の形態として定着した18世紀のスペインにおいて、マドリードのプラド通りは男女の出会いの場であった。ゴヤはここで単に求愛の形態を批判しているのではない。一見すると、この図像は上流階級の男女の求愛を描いた単純な風俗画に見えるかもしれないが、マハの肌の露出は露骨であり、彼女が手にした扇子は男性と交際したいという願望を表している。また外側に向けた足先は下品な売春婦の身振りと考えられていた。これらの諸要素は彼女の目的が売春であることを示している。加えて、背後の老女たちはおそらく売春婦と客とを仲介する遣り手婆と思われる。老女たちが持っているロザリオは彼女たちがスペインの劇作家フェルナンド・デ・ローハスの小説『カリストとメリベーアの悲喜劇』（Tragicomedia de Calisto y Melibea）に登場するセレスティーナのような遣り手婆であることを示している。以上のことから、ゴヤはマハが老女たちの手配した客との待ち合わせ場所に現れた場面を描いたと考えられる。遣り手婆たちは男がお金を持っていないことを知っており、それを面白がって話している。
ここでゴヤは照明を使用し、最も重要な部分に読者の視線を向けさせている。この点は準備素描である《夢》第19番「男が文無しであることを知っていて笑いを抑え切れぬ老女たち」（Las viejas se salen de risa porque saben que él no lleva un cuarto）でより顕著である。これにより、老女たちの悪意に満ちた笑み、求愛されているマハの顔、胸、肘、扇子、靴のつま先、男性の顔を浮かび上がらせている。
ロペス・デ・アラヤ（López de Ayala） の手稿は、ゴヤとアルバ女公爵マリア・テレサ・カイエターナ・デ・シルバとの関係を暗示した作品としている。しかしこの作品は特定の人物というよりは売春を暗示している可能性が高い。スペイン国立図書館所蔵の手稿は、王妃マリア・ルイサと出世する前のマヌエル・デ・ゴドイとの関係を暗示した作品とし、「王妃と衛兵だった頃のゴドイ、彼らは洗濯女にからかわれた。2人の遣り手婆が手配した売春婦との約束を描いており、彼らはロザリオに祈るふりをして密かに笑っている」と述べている。
これに対して、プラド美術館所蔵の手稿は、女性が罪深い存在とされた伝統的な考え方ではなく、人間の悪しき本性は男女を問わず誰にでも備わっているという近代的な考え方を示した作品であると主張している。「男が女よりも悪いのか、それともその逆なのかは、繰り返し議論されてきた。誰もが持っている悪徳は、悪しき教育に由来する。その教育の下では、男が堕落する定めであるからには、女もまた同様であろう。この版画に表された女はとても賢いが、彼女に言い寄ろうとする優男も同じくらいに賢い。一方、二人の老女については、いずれも劣らず忌まわしい」と述べている。完成作の題名「類は友を呼ぶ」はこの考え方と関係があり、描かれた若い男女が似た者同士であることを表している。この題名はまた17世紀以来の諺に由来する常套句であるが、この諺に基づく言い回しの1つに「類は友を呼ぶ、娼婦と客引き」という慣用句がある。
図像的には『素描帖B』の第5番「散策するマハたち」（Majas de paseo）までさかのぼる。
描かれた場面は《ロス・カプリーチョス》第7番「こんなにしても彼女が誰だか分からない」（Ni asi la distingue）、同じく第27番「どちらの方が首ったけ」（Quién más rendido?）といくつかの点で類似している。

## 来歴
試し刷りは唯一、アクアチントを塗る前のものが知られている。ワシントンD.C.にあるナショナル・ギャラリー・オブ・アートのローゼンウォルド・コレクション（Rosenwald collection）に所蔵されている。

## ギャラリー
売春をテーマとする他の作品

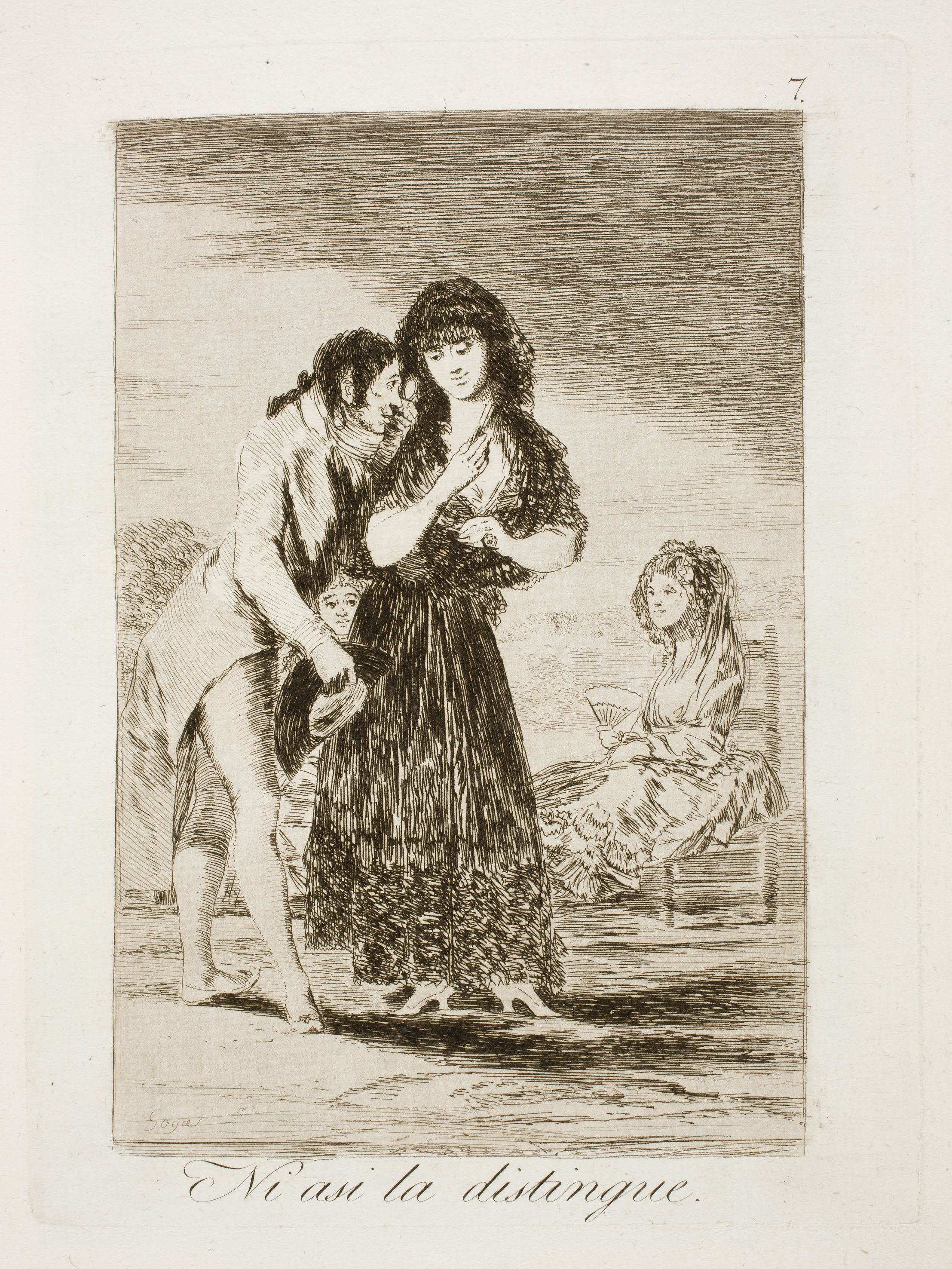
第7番「こんなにしても彼女が誰だか分からない」
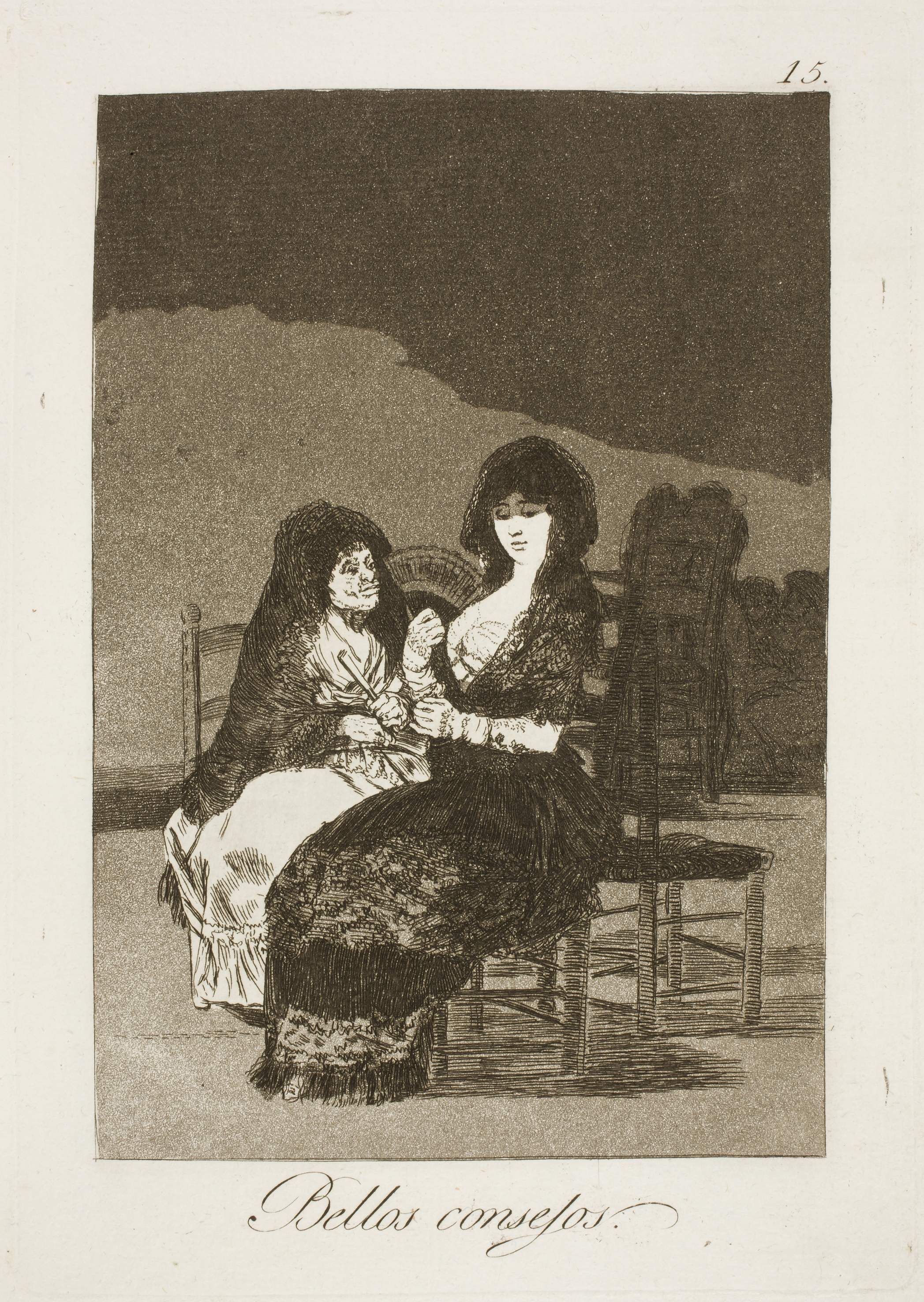
第15番「けっこうな忠告」
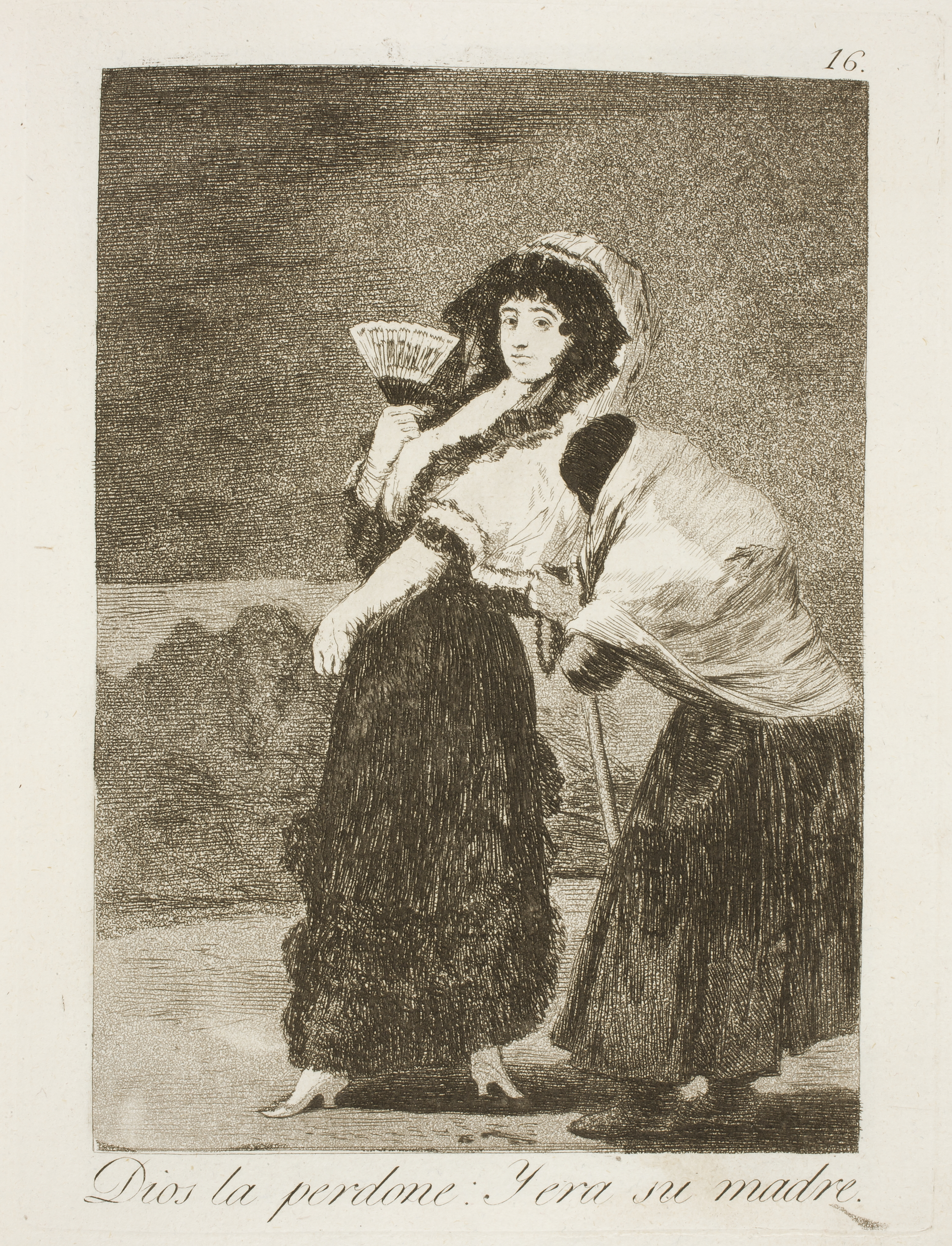
第16番「神よお赦し下さい、それが母親だったとは」
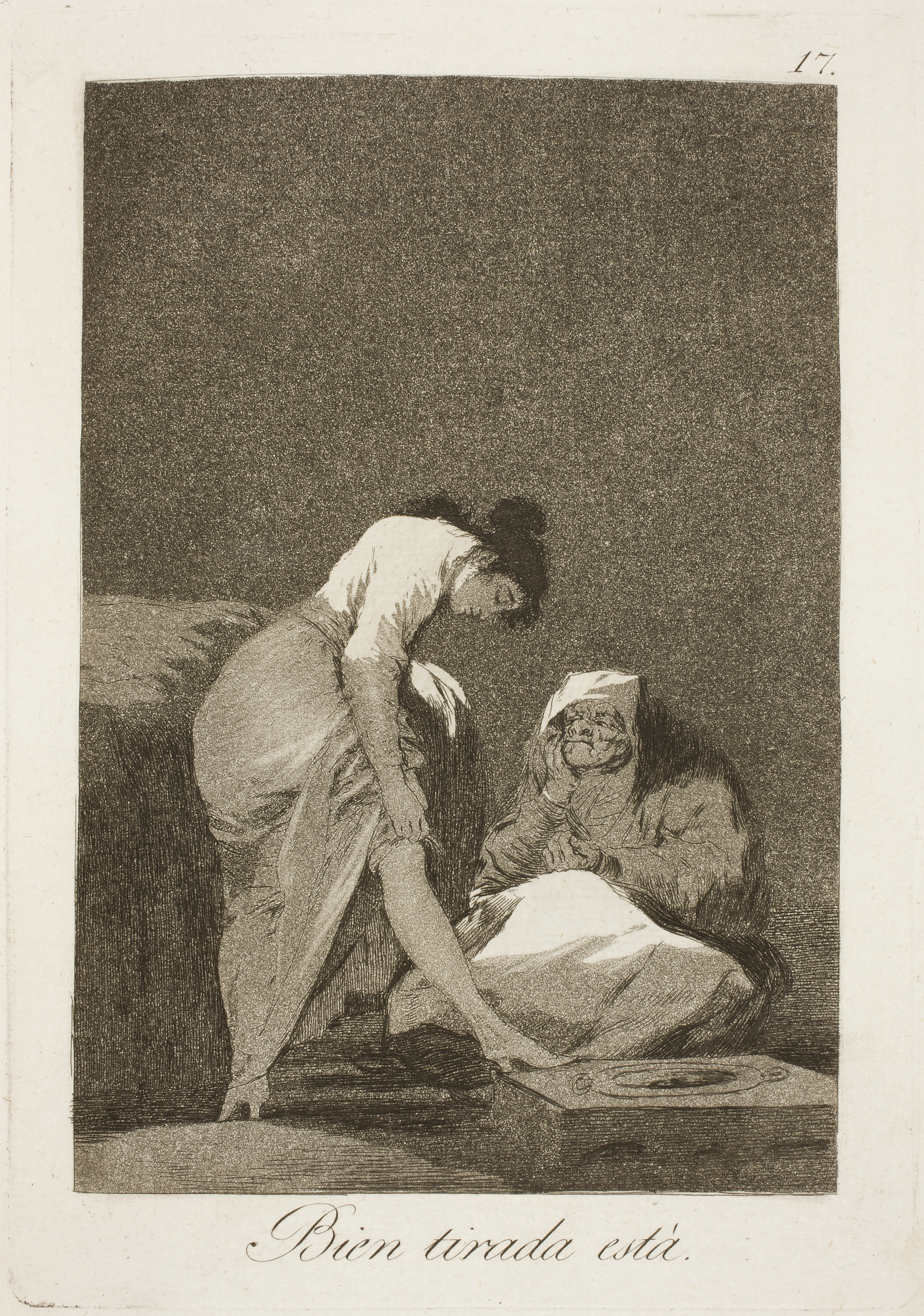
第17番「ぴったりよ」
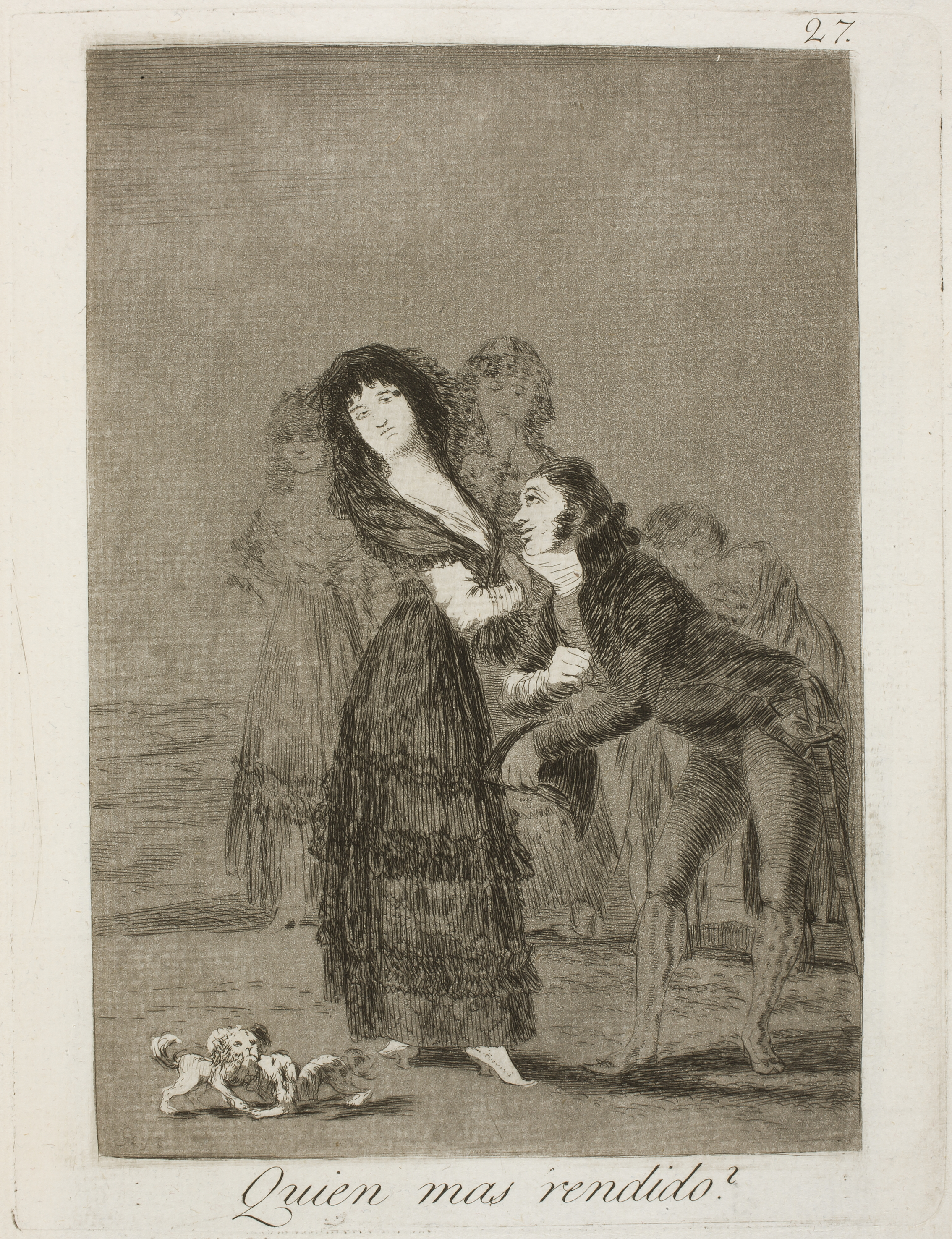
第27番「どちらの方が首ったけ」
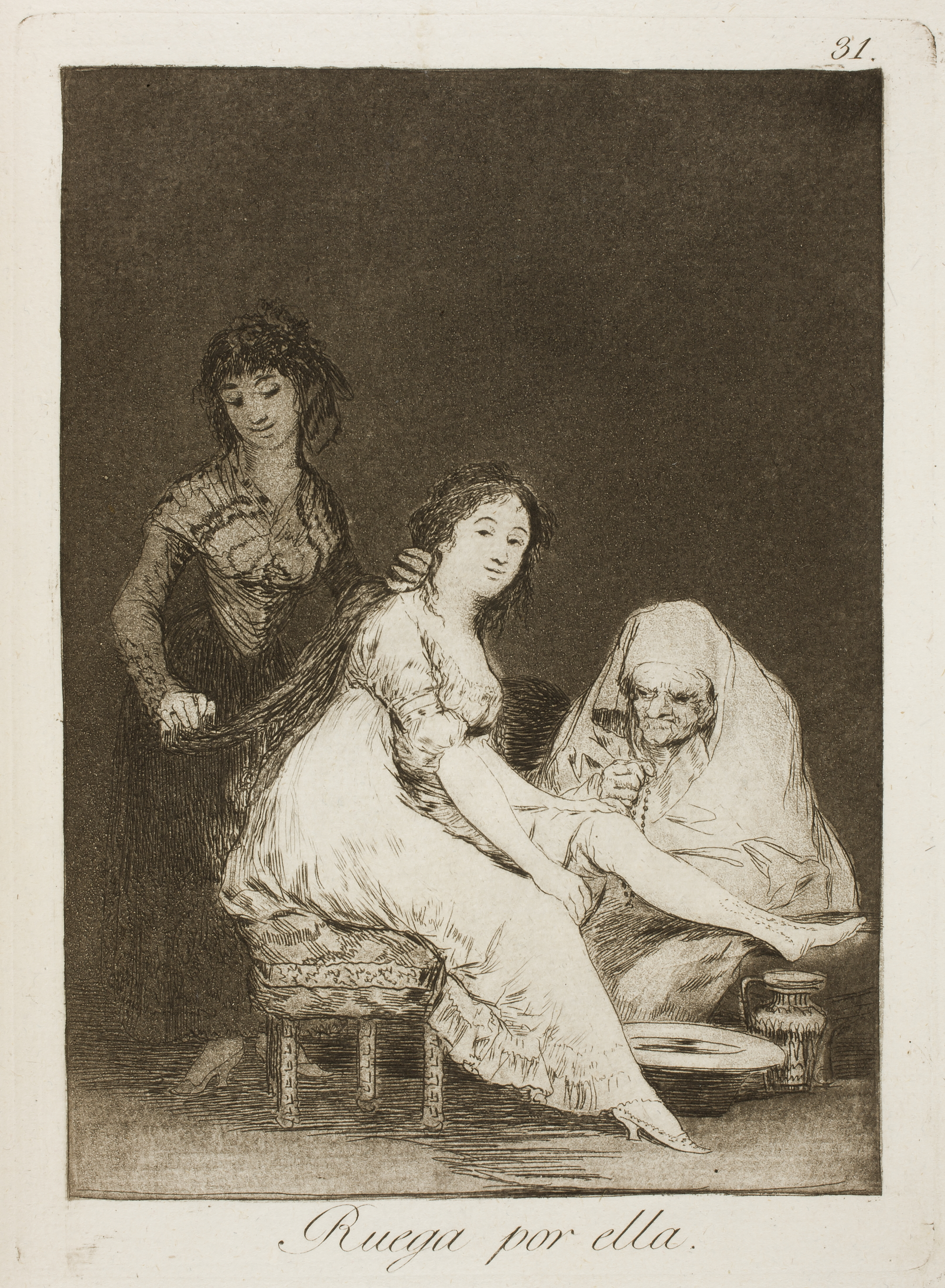
第31番「彼女のために祈っている」